# Amstel
För andra betydelser, se Amstel (olika betydelser).

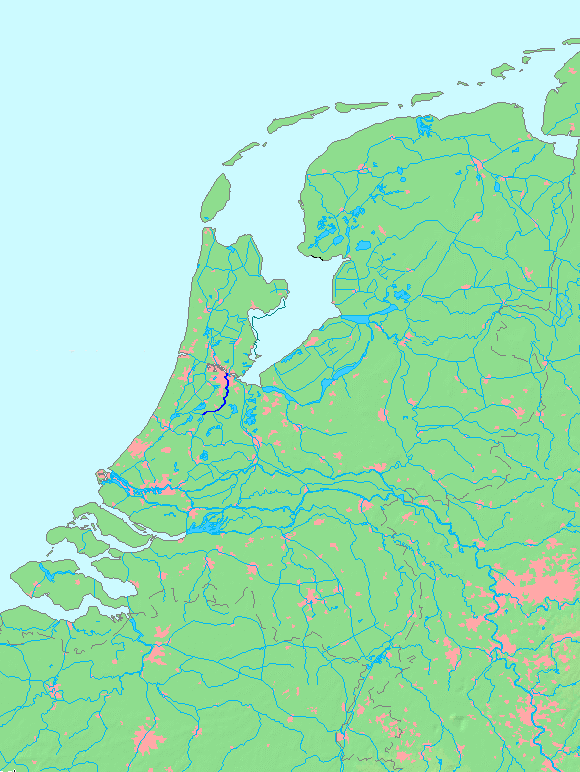
Amstel är mörkblått på kartan.

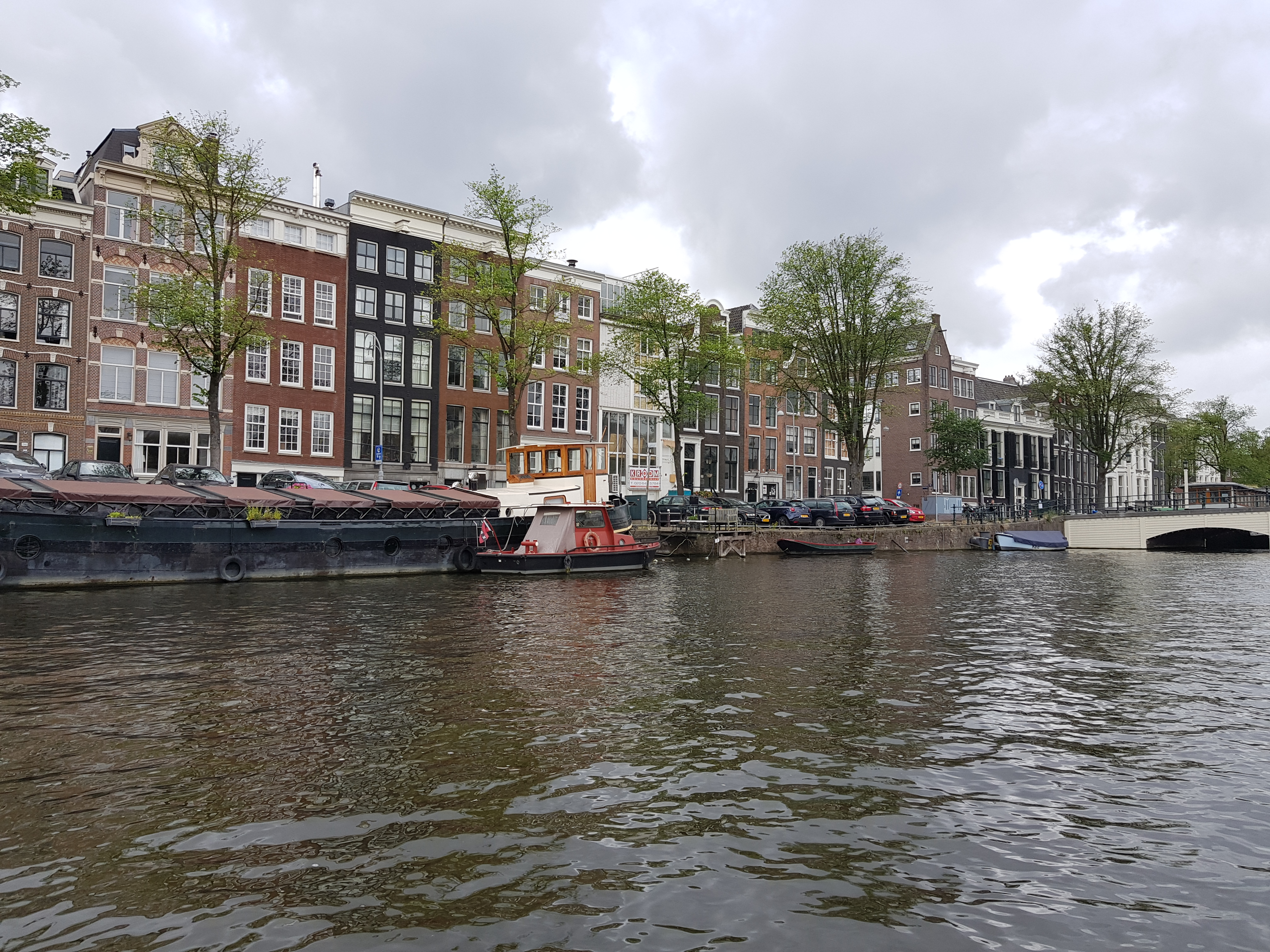
Amstel i Amsterdam.

Amstel (från 'Aeme stelle', fornholländska för 'område fyllt med vatten') är ett 14 km långt vattendrag, numera kanaliserat, från vilket Amsterdam fått sitt namn. Amstel rinner genom provinsen Noord-Holland från Aarkanaal i söder till Amsterdam i norr. Via kanalsystemet hänger Amstel ihop med Rhens mynningsdelta.